# Casa Modolell
La Casa Modolell és un edifici situat als carrers dels Canvis Nous i del Cap del Món de Barcelona, catalogat com a bé amb elements d'interès (categoria C).

## Història
El 1791, Jaume de Guàrdia i Ardèvol va establir la finca en emfiteusi al botiguer de teles Bernat Modolell i Ravella (†1793). El 1802, amb motiu del casament de l'hereu Pau Modolell i Negrevernís (†1837) amb Teresa Cebrià i Vilella, filla del doctor en dret Felip Cebrià Bordas i Rifós, exassessor del Consolat de Mar, la vídua Rosa Negrevernís va demanar permís per a reconstruir el frontis del carrer dels Canvis i remuntar un quart pis al carrer del Cap del Món, i novament el 1806 per a obrir-hi una porta, segons el projecte del mestre de cases Joan Vallescà.
El 1830, Pau Modolell va demanar permís per a eixamplar-hi la porta de veïns i aixecar i eixamplar una finestra al carrer del Cap del Món, segons el projecte del mestre de cases Pere Rovira. Fou succeït pel seu fill Joaquim Modolell i Torres (†1854), i aquest per la seva filla Magdalena Modolell i Freixas (1848-1915), que posteriorment es va casar amb el periodista i escriptor Jaume Nogués i Taulet (1850-1902). Ambdós cònjuges eren fervents catòlics i realitzaren diverses obres benèfiques i religioses al llarg de la seva vida. Entre d'altres, destaca la capelleta de Sant Josep Oriol a la seva casa del carrer de la Palma de Sant Just i la cessió d'un solar a l'Eixample per a la construcció de l'Església de Sant Josep Oriol.
El 2006, la propietària Maria Lluïsa Jorba i Nadal va obtenir la llicència d'obres per a reformar l'edifici, obtenint en total quatre locals i tretze habitatges. El 2016 s'hi va instal·lar un ascensor, el que va motivar una intervenció arqueològica.

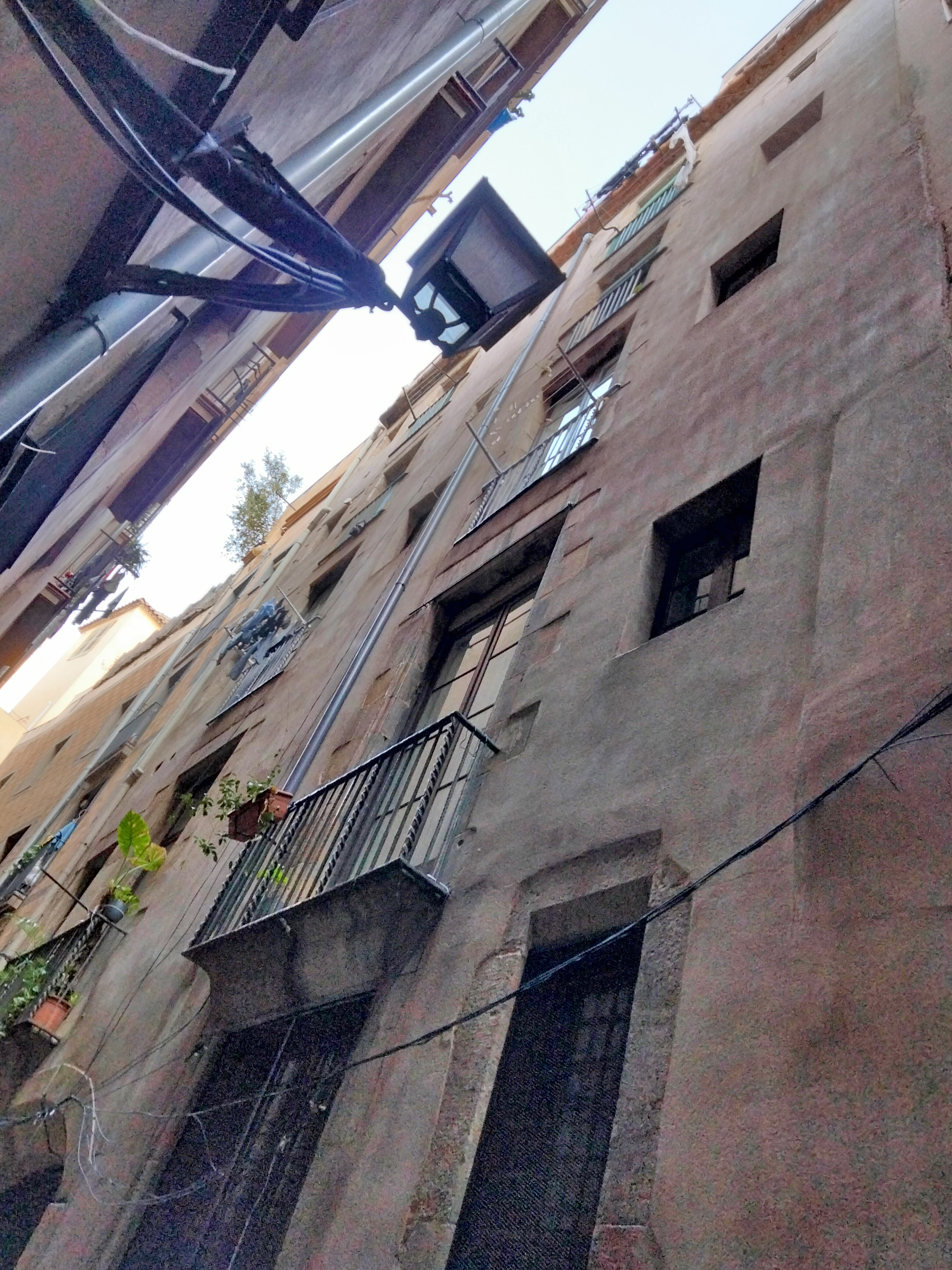
Façana del carrer del Cap del Món

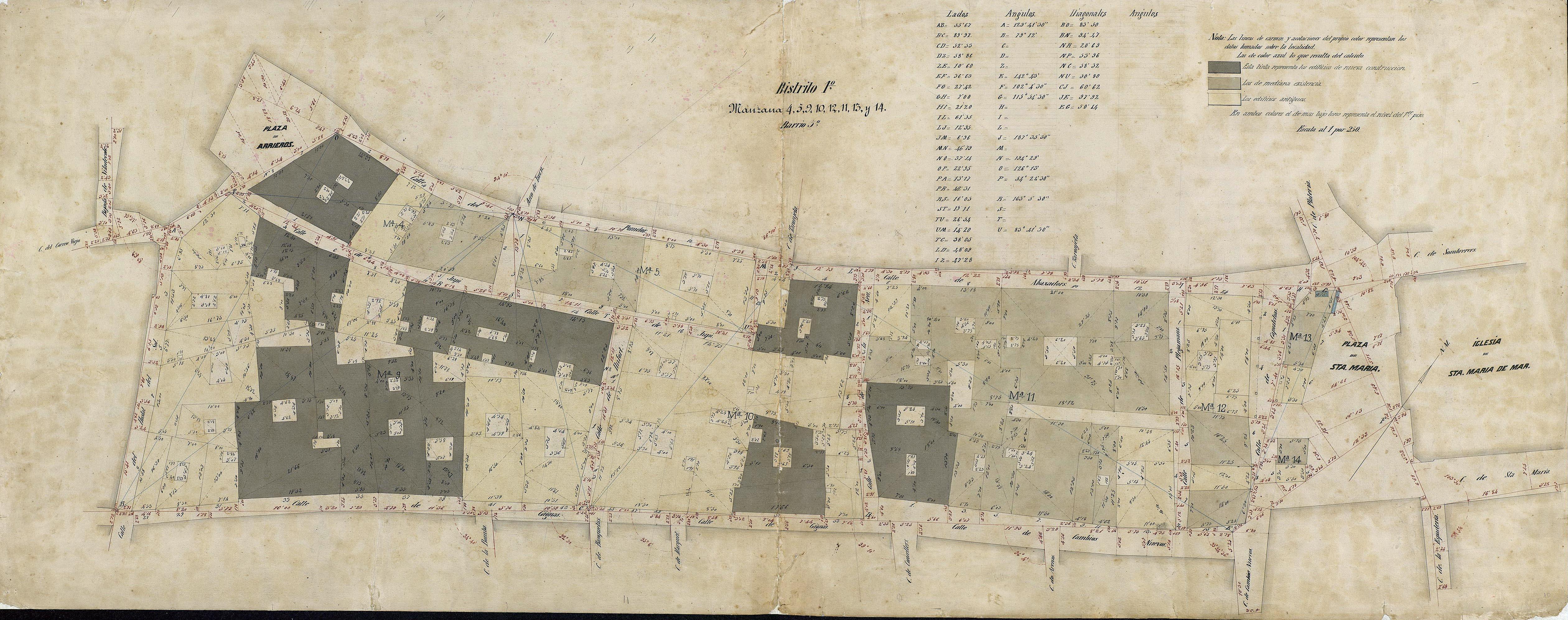
Quarteró núm. 10 de Garriga i Roca (c. 1860)

## Descripció
Consta de planta baixa i quatre pisos (cinc al carrer del Cap del Món).
Als baixos hi ha dos portals d'arc escarser, un de més ample que l'altre, i la porta de l'escala de veïns, amb llinda plana i finestra d'il·luminació del vestíbul. Els balcons són de llosana de pedra de mida decreixent en alçada, amb barana de ferro i seguits al primer pis. El coronament té una cornisa i un fris, i a cada planta hi ha una imposta a nivell dels forjats. El parament és d'estuc llis emmarcant les obertures, excepte als baixos i primer pis, que és de carreus de pedra.